# Hethemia euchloraria
Hethemia euchloraria är en fjärilsart som beskrevs av Achille Guenée 1857. Hethemia euchloraria ingår i släktet Hethemia och familjen mätare. Inga underarter finns listade i Catalogue of Life.